# Wörtherseemandl

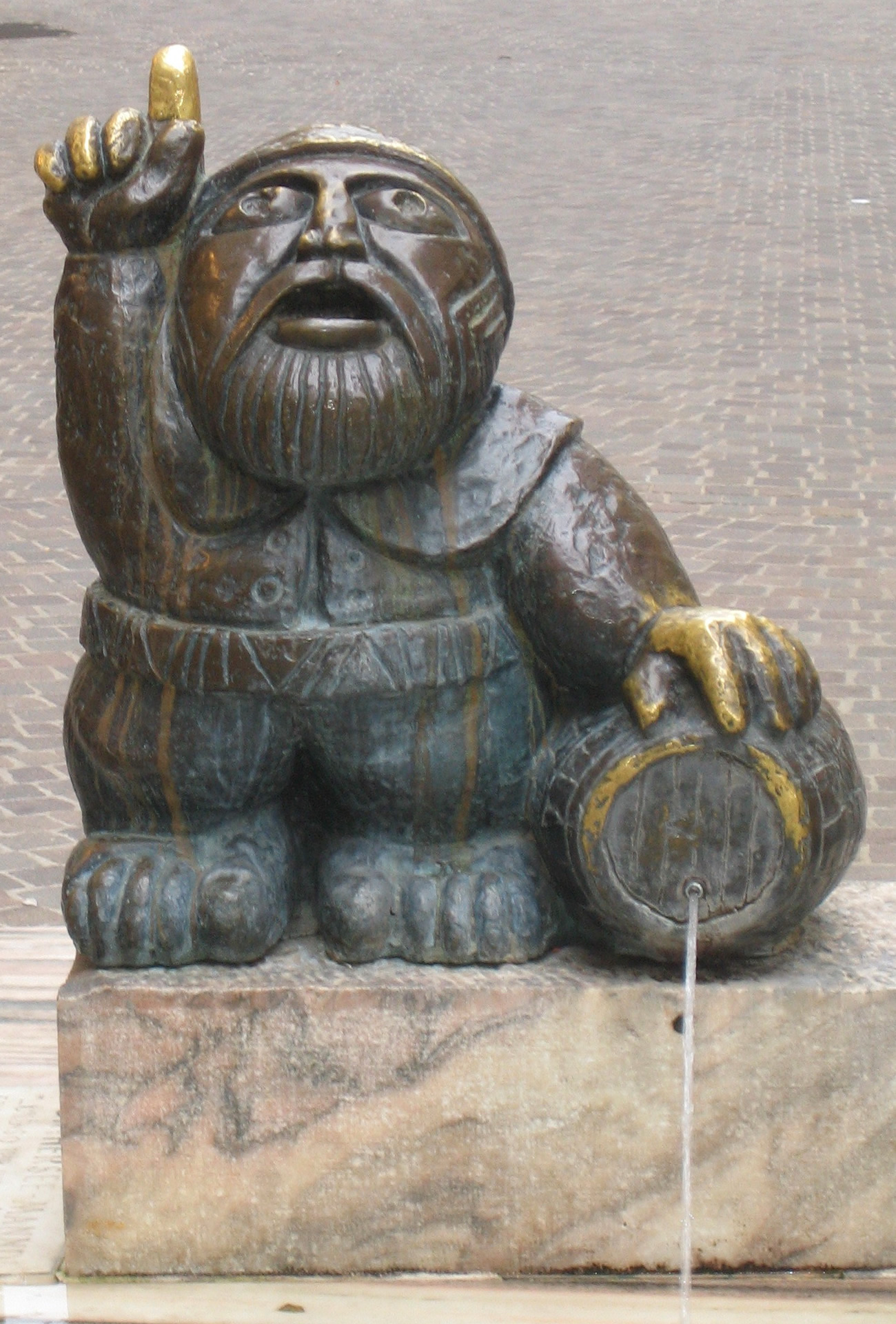
Das Wörtherseemandl in Klagenfurt

Das Wörtherseemandl ist eine Kärntner Sagenfigur und hat der Legende nach die Entstehung des Wörthersees verursacht.

## Sage
Vor tausenden Jahren stand auf der Fläche, die heute der Wörthersee einnimmt, eine reiche Großstadt. Der Handel mit fernen Ländern bescherte den Bewohnern Reichtum, ließ die Menschen aber allmählich tugendlos werden. Geld und Konsum wurde über allem gestellt und an Gott glaubte niemand mehr. 
An einem Weihnachtsabend (in anderen Erzählungen geschah es am Vorabend des Osterfestes) versammelten sich die Bürger im großen Festsaal im Rathaus zum Weihnachtsessen. Die städtische Kirche läutete zur Weihnachtsmette, doch niemand kam auf die Idee, das Fest zu verlassen. Plötzlich öffneten sich die Türen zum Festsaal und ein kleines bärtiges Männlein trat ein. Er wies die feiernden Leute darauf hin, dass jeder, der leben möchte, der Weihnachtsmette beiwohnen sollte. Seine Warnung erntete jedoch nur Gelächter und Beleidigungen. Daraufhin verließ das Männlein grantig den Saal. 
Um Mitternacht öffneten sich die Türen erneut und das Männlein betrat den Festsaal zum zweiten Mal. Unter seinem Arm trug er ein kleines Fass und ermahnte die Feiernden abermals, ihren Pflichten als Christen nachzukommen. Als die Bürger wieder anfingen, zu spotten, rief das Männlein wütend: „Ihr wollt es nicht anders, so komme Tod und Verderben über euch und eure sündige Stadt!“. Er durchschlug den Spund des Fasses und Wassermassen strömten heraus. Schnell war der Festsaal unter Wasser. Niemand konnte das Fass verschließen und das Männlein war plötzlich verschwunden. 
Die Menschen – obwohl sie ihre Taten bereuten – ertranken in den Fluten. Das Wasser bedeckte die Stadt und weite Teile vom Land vollständig. Heute kennt man das Gewässer als den Wörthersee und das mahnende Männlein als das Wörtherseemandl (Mandl ist Mundart und heißt Männlein).

## Heutige Situation
In Kärnten ist das Wörtherseemandl unter der Bevölkerung ähnlich bekannt wie der Lindwurm. In der Stadt Klagenfurt steht beim Brunnen in der Kramergasse ein Denkmal des Wörtherseemandels (Künstler: Heinz Goll, 1962). Die Bronzefigur ist eine der Sehenswürdigkeiten in Klagenfurt.